# Булацький сільський округ (Єсільський район)
Була́цький сільський округ (каз. Бұлақ ауылдық округі, рос. Булакский сельский округ) — адміністративна одиниця у складі Єсільського району Північноказахстанської області Казахстану. Адміністративний центр — село Булак.
Населення — 681 особа (2021; 1131 у 2009, 1658 у 1999, 1908 у 1989).
Станом на 1989 рік існувала Булацька сільська рада (села Актас, Булак, Карагай) колишнього Московського району.

## Склад
До складу округу входять такі населені пункти:
| Населений пункт | Старі назви | Населення, осіб (1989) | Населення, осіб (1999) | Населення, осіб (2009) | Населення, осіб (2021) |
| --------------- | ----------- | ---------------------- | ---------------------- | ---------------------- | ---------------------- |
| Актас, село     | -           | 487                    | 443                    | 323                    | 170                    |
| Булак, село     | -           | 1070                   | 902                    | 577                    | 390                    |
| Карагай, село   | -           | 351                    | 313                    | 231                    | 121                    |